# Блокхаус Николское
Блокхаус „Николское“ (на немски: Nikolskoe, по-старо изписване: Nikolskoë, наричана още Руска къща) е архитектурен паметник в берлинския квартал Ванзее и се използва днес като ресторант. Блокхаус се отнася до тип къща или хижа от необработено рендосано дърво. Дървената къща „Николское“ е построена през 1819 г. от крал Фридрих Вилхелм III в стила на руска селска къща по повод посещението на дъщеря му Шарлота и нейния съпруг Николай (по-късния руски цар). Къщата е повредена при пожар през 1984 г., но след това е възстановена вярно с оригинала. Днес в къщата се помещава ресторант.
През 1837 г. съвсем в близост до блокхауса е построена църквата „Св. Петър и Павел“, вдъхновена от руската църковна архитектура.

## Предистория и произход на името
Историята на Руската къща е тясно свързана с пруско-руското братство по оръжие срещу Наполеон и приятелството на цар Александър I. с крал Фридрих Вилхелм III. Тя е посветена на братя на Александър I, който се пада едновременно и зет на Фридрих Вилхелм III, великия княз и по-късно цар Николай I. Името Николское идва от руската дума Никольское, буквален превод „Николовото“, „принадлежащото на Никола“.
Най-голямата дъщеря на Фридрих Вилхелм, Шарлотa, се запознава с великия княз Николай по време на тържествата на съюзниците по случай победата над Наполеон I в Берлин през 1814 и 1815 г. По желание на Фридрих Вилхелм III и Александър I на 13.07.1817 г. се състои сватба в Русия.
Фридрих Вилхелм III посещава през 1818 г. дъщеря си в резиденцията „Павловск“ в Санкт Петербург, където тя прекарвала лятото, по повод раждането на първото му внуче, което по-късно става император Александър II (известен в България като Цар Освободител). Царицата-майка Мария Фьодоровна преди това още била разпоредила парка на лятната резиденция и околността да бъдат декорирани с типични за Западна Европа сгради. Сега обаче, след победата на Русия в Отечествената война срещу Наполеон, руският патриотизъм се бил превърнал в мода, и затова на Мария Фьодоровна ѝ хрумва идеята в парка да бъде построено типично руско село (след смъртта ѝ през 1828 г. проектът за изграждане на цяло село в „руски стил“ не бива осъществен). С осъществяването на проекта е ангажиран любимият архитект на царицата-майка – Карло Роси, който изготвя планове за превръщането на село Глазово в типично „руско село“. Те включват и нов тип „руска“ селска къща.
Според по-късни предания, на Шарлота много ѝ харесала тази руска къща и тя я показала (или поне скиците за нея) на баща си Фридрих Вилхелм III по време на посещението му.

## Създаването и именуването на Николское
Фридрих Вилхелм III взема със себе си една скица на Роси за архитектурния стил на село Гласово и я донася в Берлин, за да бъде построена такава къща и в Прусия, близо до Пауновия остров между Берлин и Потсдам, „за да разкраси пейзажа“. Островът е бил любимо място на покойната му съпруга Луиза и е помещавал частния му зоологически парк, чиито животни са дали по-късно основата за създаването на Берлинския зоопарк след смъртта на краля през 1840 г. 
След като местоположението за строежа е определено да се намира на хълма срещу Пауновия остров насред Кралските гори, къщата е построена през 1819/1820 г. от гвардейския пионерски отдел под ръководството на капитан Адолф Снетлаге (1788-1856 г.) по плана на Карло Роси и по руски строителен метод с кръгли трупи (тип блокхаус). Била е надградена с още един етаж: приземният етаж бил предназначен да служи като жилище за моряците, а горния етаж Фридрих Вилхелм III го бил устроил като помещение за чайни церемонии и като малък апартамент за охраната.
На 24.10.1820 г. великия херцог Николай и съпругата му Шарлота (получила в Русия след приемане на православното вероизповедание името Александра) посещават Берлин и Потсдам, а Фридрих Вилхелм III гордо им показва дървената руска къща. Възможно е наименованието „Николское“ (от рус. Никольское – „Николаевото“) да води началото си от това посещение, но названието „руската къща“ си остава популярно, като се среща главно в по-старите пътеписи.
От 1820 г. нататък Фридрих Вилхелм III често посещава Николское за по „чай“, както отбелязва в дневника си. 
В близост до блокхауса на 13.08.1837 г. е осветена евангелска църква, украсена с „руски“ елементи, посветена на Петър и Павел и построена по план, повлиян значително от сина на краля, който обичал изкуството; става въпрос за по-късния крал Фридрих Вилхелм IV.

## Уеб връзки
- Уебсайт на ресторант Блокхаус Николское (на английски и немски език)